# 1972 a jogalkotásban
1972-ben az alábbi jogszabályokat alkották meg:

## Magyarország

### Törvények (7)
- 1972. évi I. törvény 	 az 1949. évi XX. törvény módosításáról és a Magyar Népköztársaság Alkotmányának egységes szövegéről
- 1972. évi II. törvény 	 az egészségügyről
- 1972. évi III. törvény 	 a Magyar Népköztársaság 1971. évi költségvetésének végrehajtásáról
- 1972. évi IV. törvény 	 a bíróságokról
- 1972. évi V. törvény 	 a Magyar Népköztársaság ügyészségéről
- 1972. évi VI. törvény 	 a Magyar Népköztársaság 1973. évi költségvetéséről
- 1972. évi VII. törvény 	 a népgazdasági tervezésről

### Törvényerejű rendeletek (31)
- Forrás: Törvényerejű rendeletek teljes listája (1949 - 1989)
- 1972. évi 1. tvr. a Magyar Népköztársaság Kormánya és a Ghanai Köztársaság Kormánya között Accrában, az 1971. évi június hó 8. napján aláírt kulturális együttműködési egyezmény kihirdetéséről [1]
- 1972. évi 2. tvr. a Magyar Népköztársaság Kormánya és a Dán Királyság Kormánya között Koppenhágában, az 1971. évi február hó 24. napján aláírt kulturális együttműködési egyezmény kihirdetéséről (jan. 29.)
- 1972. évi 3. tvr. a honvédelmi hozzájárulásról szóló 1959. évi 26. tvr. módosításáról (febr. 3.)
- 1972. évi 4. tvr. a Magyar Népköztársaság Kormánya és a Svéd Királyság Kormánya között a nemzetközi közúti fuvarozás tárgyában Budapesten, az 1970. évi augusztus hó 28. napján aláírt Egyezmény kihirdetéséről (febr. 19.)
- 1972. évi 5. tvr. a Genfben 1970. május 15-én kelt Negyedik Nemzetközi Ónegyezménynek a Magyar Népköztársaság által történt megerősítése kihirdetéséről (márc. 18.)
- 1972. évi 6. tvr. a Magyar Népköztársaság és a Szovjet Szocialista Köztársaságok Szövetsége között Budapesten 1971. március 20-án aláírt Konzuli Egyezmény kihirdetéséről (márc. 18.)
- 1972. évi 7. tvr. a Magyar Népköztársaság Kormánya és Nagy-Britannia és Észak-Írország Egyesült Királyság Kormánya között a nemzetközi közúti árufuvarozás tárgyában Budapesten, az 1970. évi február hó 23. napján aláírt Egyezmény kihirdetéséről (máj. 4.)
- 1972. évi 8. tvr. a légi járművek jogellenes hatalomba kerítésének leküzdéséről Hágában, az 1970. évi december hó 16. napján aláírt Egyezmény kihirdetéséről (máj. 13.)
- 1972. évi 9. tvr. a Magyar Népköztársaság és a Nemzetközi Atomenergia Ügynökség között a nukleáris fegyverek elterjedésének megakadályozásáról szóló szerződés szerinti biztosítékok alkalmazásáról Bécsben 1972. március 6-án aláírt egyezmény kihirdetéséről (máj. 13.)
- 1972. évi 10. tvr. a Magyar Népköztársaság és az Osztrák Köztársaság között Bécsben, az 1969. évi május hó 28. napján aláírt tudományos és műszaki együttműködési egyezmény kihirdetésétől (máj. 20.)
- 1972. évi 11. tvr. az egyes kitüntetések alapításáról szóló rendelkezések módosításáról (jún. 3.)
- 1972. évi 12. tvr. a Magyar Népköztársaság és a Román Szocialista Köztársaság között Bukarestben, 1972. február 24-én aláírt Barátsági, Együttműködési és Kölcsönös Segítségnyújtási Szerződés kihirdetéséről (jún. 21.)
- 1972. évi 13. tvr. a Magyar Népköztársaság Kormánya és az Ecuadori Köztársaság Kormánya között a műszaki-tudományos együttműködésről Quitóban az 1971. szeptember 24. napján kötött megállapodás kihirdetéséről (aug. 8.)
- 1972. évi 14. tvr. a Magyar Népköztársaság és a Bolgár Népköztársaság között Budapesten 1971. november 26-án aláírt konzuli egyezmény kihirdetéséről (aug. 9.)
- 1972. évi 15. tvr. az Ybl Miklós Építőipari Műszaki Főiskola létesítéséről[2](aug. 27.)
- 1972. évi 16. tvr. a Könnyűipari Műszaki Főiskola létesítéséről (aug. 27.)
- 1972. évi 17. tvr. a Nyíregyházi Tanárképző Főiskola elnevezéséről[2](aug. 27.)
- 1972. évi 18. tvr. a Magyar Népköztársaság és a Szovjet Szocialista Köztársaságok Szövetsége között a polgári, családjogi és bűnügyi jogsegély tárgyában Moszkvában, az 1958. évi július hó 15. napján aláírt szerződés módosításáról és kiegészítéséről szóló, Budapesten az 1971. évi október hó 19. napján aláírt jegyzőkönyv kihirdetéséről (aug. 27.)
- 1972. évi 19. tvr. a levéltári anyag védelméről és a levéltárakról szóló 1969. évi 27. tvr. módosításáról és kiegészítéséről (aug. 27.)
- 1972. évi 20. tvr. a Magyar Népköztársaság Kormánya és a Német Demokratikus Köztársaság Kormánya közötti idegenforgalmi együttműködés tárgyában Budapesten 1971. december 3-án aláírt Egyezmény kihirdetéséről (szept. 22.)
- 1972. évi 21. tvr. egyes tanácsi testületi hatáskörök módosításáról (okt. 4.)
- 1972. évi 22. tvr. a Magyar Népköztársaság Kormánya és a Kubai Köztársaság Kormánya között Budapesten 1969. július 24-én aláírt konzuli egyezmény kihirdetéséről (okt. 17.)
- 1972. évi 23. tvr. az INTERSZPUTNYIK Nemzetközi Űrtávközlési Rendszer és Szervezet létrehozásáról szóló megállapodás kihirdetéséről (okt. 22.)
- 1972. évi 24. tvr. a mezőgazdasági termelőszövetkezetek tagjainak kötelező kölcsönös nyugdíj-biztosításáról szóló 1966. évi 30. tvr. módosításáról (nov. 2.)
- 1972. évi 25. tvr. a dolgozók társadalombiztosítási nyugdíjáról szóló 1958. évi 40. tvr. módosításáról (nov. 2.)
- 1972. évi 26. tvr. a polgári perrendtartás módosításáról (nov. 26.)
- 1972. évi 27. tvr. a halászatról szóló 1961. évi 15. tvr. egyes rendelkezéseinek hatályon kívül helyezéséről (nov. 26.)
- 1972. évi 28. tvr. a nukleáris és más tömegpusztító fegyverek tengerfenéken és óceán-fenéken, valamint ezek altalajában való elhelyezésének tilalmáról, az Egyesült Nemzetek Szervezete Közgyűlésének XXV. ülésszakán 1970. december 7-én elfogadott szerződés kihirdetéséről [3]  (dec. 14.)
- 1972. évi 29. tvr. a bíróságokról szóló 1972. évi IV. törvénnyel összefüggő egyes rendelkezések módosításáról és hatályon kívül helyezéséről (dec. 30.)
- 1972. évi 30. tvr. az államigazgatási eljárás általános szabályairól szóló 1957. évi IV. törvény és a szabálysértésekről szóló 1968. évi I. törvény egyes rendelkezéseinek módosításáról (dec. 30.)
- 1972. évi 31. tvr. az ingatlan-nyilvántartásról (dec. 31.)

### Minisztertanácsi rendeletek
- 16/1972. (IV. 29.) MT rendelet az egészségügyről szóló 1972. évi II. törvény végrehajtásáról
- 19/1972. (VI. 5.) MT rendelet az egyes szabálysértésekről szóló 17/1968. (IV. 14.) Korm. rendelet kiegészítéséről
- 26/1972. (VIII. 27.) MT rendelet Az Országos Takarékpénztárról[2]
- 27/1972. (IX. 12.) MT rendelet  A beruházások rendjéről szóló 38/1967. (X. 12.) Korm. számú rendelet kiegészítéséről[4]
- 36/1972. (XI. 6.) MT  rendelet A vállalati jövedelem- és bérszabályozás rendszeréről szóló 41/1970. (X. 27.) Korm. számú rendelet módosításáról[5]
- 46/1972. (XII. 31.) MT rendelet Az építési-szerelési adóról szóló 46/1968. (XII. 14.) Korm. számú rendelet módosításáról[6]
- 47/1972. (XII. 31.) MT rendelet A vállalati jövedelem- és bérszabályozás rendszeréről szóló 41/1970. (X. 27.) Korm. számú rendelet kiegészítéséről

### Egyéb fontosabb jogszabályok

#### Miniszteri rendeletek

##### Január
- 1/1972. (I. 18.) EüM rendelet a kábítószer termelésének, gyártásának, feldolgozásának, forgalomba hozatalának, raktározásának és használatának szabályozásáról szóló 1/1968. (V. 12.) BM—EüM számú együttes rendelet 1. számú mellékletének kiegészítéséről [1]
- 2/1972. (I. 18.) EüM rendelet a sugárzó (radioaktív) anyagokról és készítményekről szóló 1/1964. (V. 7.) EüM számú rendelet kiegészítéséről [1]
- 2/1972. (I. I8.) MüM-PM együttes rendelet a „Szakmunkásképzési Alap” létesítéséről és felhasználásáról [1]

##### Április
- 4/1972. (IV. 1.) ÉVM rendelet az építésügyi szakértőkről
- 12/1972. (IV. 9.) KKM rendelet a belföldi reklám- és hirdetési tevékenységről

##### Május
- 5/1972. (V. 16.) NIM rendelet a technikusminősítésről
- 8/1972. (V. 27.) ÉVM rendelet a robbanó tölténnyel működtetett szögbelövő és szögbeverő készülék kezelésének képesítéshez kötéséről

##### Június
- 11/1972. (VI. 30.) EüM rendelet az egészségügyi dolgozók rendtartásáról

##### Augusztus
- 15/1972. (VIII. 5.) EüM rendelet az egészségügyről szóló 1972. évi II. törvénynek a gyógyító-megelőző ellátásra vonatkozó rendelkezései végrehajtásáról
- 6/1972. (VIII. 19.) MM rendelet a zeneművek kiadására vonatkozó szerződések feltételeiről, a zeneműkiadással kapcsolatos egyéb szerződésekről, valamint a szerzői és más tevékenység díjáról
- 17/1972. (VIII. 27.) BkM rendelet a gyógynövény szaküzletekről szóló 4/1959. (V. 20.) BkM számú rendelet módosításáról[2]
- 5/1972. (VIII. 27.) IM rendelet a Magyar Jogász Szövetség állami felügyeletéről

##### Szeptember
- 13/1972. (IX. 1.) ÉVM rendelet A közületi szervek elhelyezéséről szóló 2/1969. (I. 23.) Korm. számú rendelet végrehajtása tárgyában kiadott 4/1969. (I. 23.) ÉVM számú rendelet kiegészítéséről[7]
- 13/1972. (IX. 1.) MÉM rendelet  A mezőgazdasági traktorok és munkagépek használatáról
- 27/1972. (IX. 1.) PM rendelet  A külkereskedelmi tevékenységgel kapcsolatos kereskedelmi adóról szóló 62/1970. (XII. 31.) PM számú rendelet módosításáról
- 14/1972. (IX. 12.) ÉVM—PM rendelet A lakásfenntartó szövetkezetek gazdálkodási, nyilvántartási és beszámolási rendjéről[4]
- 8/1972. (IX. 27.) NIM rendelet a Vegyipari Balesetelhárító és Egészségvédő Óvórendszabály IV. (robbanóanyagipar) fejezetének közzétételéről szóló 3/1971. (V. 25.) NIM rendelet módosításáról

##### Október
- 28/1972. (X. 3.) PM rendelet a külföldi részvétellel működő gazdasági társulásokról

##### November
- 18/1972. (XI. 4.) BKM rendelet  A belkereskedelmi igazgatással kapcsolatos egyes hatáskörökről[8]
- 18/1972. (XI. 4.) EüM rendelet  Az egészségügyről szóló 1972. évi II. törvénynek a szerv, szövet kivételére és átültetésére vonatkozó rendelkezései végrehajtásáról
- 16/1972. (XI. 4.) MÉM rendelet A mezőőrökről szóló 36/1968. (IX. 27.) MÉM számú rendelet módosításáról és kiegészítéséről
- 20/1972. (XI. 4.) MüM rendelet A tanácsi szervek munkaügyi feladatát megállapító egyes rendelkezések módosításáról
- 33/1972. (XI. 4.) PM rendelet  A tanácsi szervek pénzügyi feladatait megállapító egyes rendelkezések módosításáról
- 17/1972. (XI. 6.) MÉM rendelet A szarvasmarha keresztezésekről és a keresztezésből származó utódok felhasználásáról[5]
- 18/1972. (XI. 6.) MÉM rendelet A méhészetről szóló 15/1969. (XI. 6.) MÉM számú rendelet módosításáról
- 34/1972. (XI. 6.) PM rendelet  Az állami gazdaságok nyereségadózásáról, érdekeltségi alapjainak képzéséről és felhasználásáról szóló 37/ 1970. (XI. 29.) PM számú rendelet módosításáról
- 18/1972. (XI. 7.) ÉVM rendelet a technikusminősítésről

##### December
- 10/1972. (XII. 9.) NIM rendelet az egyes nehézipari miniszteri jogszabályok módosításáról[9]
- 38/1972. (XII. 9.) PM rendelet az állami gazdaság biztonsági tartalékalapjáról
- 39/1972. (XII. 14.) PM rendelet  A pénzügyi, vám- és devizaszabálysértésekre vonatkozó eljárásiról szóló 25/1968. (IX. 19.) PM számú rendelet módosításáról  [3]
- 27/1972. (XII. 31.) MÉM rendelet Az ingatlannyilvántartásról szóló 1972. évi 31. törvényerejű rendelet végrehajtásáról[6]
- 24/1972. (XII. 31.) MüM—EüM—PM együttes rendelet A csökkent munkaképességű dolgozók helyzetének rendezéséről szóló 1/1967. (XI. 22.) MŰM—EüM—PM számú együttes rendelet módosításáról
- 47/1972. (XII. 31.) PM rendelet A nyereségadózásról, a vállalati érdekeltségi alapok képzéséről és felhasználásáról szóló 29/1970. (XI. 15.) PM számú rendelet kiegészítéséről
- 48/1972. (XII. 31.) PM rendelet A gépjárműadóról szóló 3/1966. (I. 12.) PM számú rendelet módosításáról és kiegészítéséről
- 49/1972. (XII. 31.) PM rendelet Az illetékekre vonatkozó jogszabályok módosításáról és kiegészítéséről
- 50/1972. (XII. 31.) PM—KkM  rendelet A vámjog szabályainak megállapításáról és a vámeljárás szabályozásáról szóló 4/1967. (XII. 23.) PM—KkM számú együttes rendelet módosításáról
- 51/1972. (XII. 31.) PM—KPM rendelet A közületi tehergépjárművek selejtezésének egyes kérdéseiről
- 52/1972. (XII. 31.) PM rendelet A belkereskedelmi tevékenység után fizetendő kereskedelmi adóról szóló 45/1970. (XII. 15.) PM számú rendelet módosításáról és kiegészítéséről
- 53/1972. (XII. 31.) PM rendeletA mezőgazdasági nagyüzemek és a vízgazdálkodási társulatok termelési adójáról szóló 48/1971. (XII. 31.) PM számú rendelet módosításáról és kiegészítéséről
- 54/1972. (XII. 31.) PM rendeletA vállalatok és a szövetkezetek adóigazgatására, költségvetési kapcsolatainak lebonyolítására és pénzügyi revíziójára vonatkozó eljárás szabályairól szóló 29/1967. (XII. 15.) PM számú rendelet mellékletének kiegészítéséről

#### Minisztertanácsi határozatok
- 1001/1972. (I. 18.) Mt. h. az árvíz- és belvízkárok felméréséről, a kártalanítás és a helyreállítás egyes kérdéseiről szóló 1017/1970. (V. 30.) Korm. számú határozat módosításáról [1]
- 1034/1972. (VIII. 27.) Mt. h. Az Ybl Miklós Építőipari Műszaki Főiskola irányításáról, kari tagozódásáról, képzési idejéről, valamint a budapesti Felsőfokú Építőipari Technikum, továbbá a debreceni Felsőfokú Építőgépészeti Technikum átszervezésével kapcsolatos átmeneti intézkedésekről [2]
- 1035/1972. (VIII. 27.) Mt. h.  A Könnyűipari Műszaki Főiskola irányításáról, képzési idejéről, valamint a Felsőfokú Könnyűipari Technikum átszervezésével kapcsolatos átmeneti intézkedésekről [2]
- 1036/1972. (VIII. 27.) Mt. h.  A Magyar Népköztársaság Érdemes Művésze kitüntető cím adományozásáról
- 1076/1972. (VIII. 27.) Mt. h. A Tudományos Minősítő Bizottság elnökének és tagjainak felmentéséről, illetőleg elnökének és tagjainak kinevezéséről szóló 1041/1970. (VIII. 30.) Korm. számú határozat módosításáról
- 1038/1972. (VIII. 27.) Mt. h. Az 1033/1951. (XI. 24.) Mt. h. számú határozat hatályon kívül helyezéséről
- 1039/1972. (IX. 15.) Mt. h. A Műszaki és Természettudományi Egyesületek Szövetsége és tagegyesületei felügyeletének szabályozásáról[10]
- 1045/1972. (XII. 14.) számú határozat az öntözéses gazdálkodás fejlesztésének irányelveiről [3]